# Бессенбах
Бессенбах (нім. Bessenbach) — громада в Німеччині, розташована в землі Баварія. Підпорядковується адміністративному округу Нижня Франконія. Входить до складу району Ашаффенбург.
Площа — 29,99 км2. Населення становить 5615 ос. (станом на 31 грудня 2020).